# 佩斯恰内半岛
佩夏尼半岛（羅馬化：Peschany）位于阿穆尔湾西岸，属滨海边疆区符拉迪沃斯托克城区，距符拉迪沃斯托克12公里。半岛西部与大陆通过狭窄的地峡相连，南接浅水湾，北连佩夏尼湾，东毗阿穆尔湾。半岛最高点177米。别列戈沃耶位于半岛上，半岛有三个海角——东北部的奇哈乔夫角、东部的佩斯恰内角和南部的奥格拉诺维奇角。一说半島名來自英文地圖中“Sandy”的俄文翻譯，意为“沙半岛”。恰如其名，半岛上广布沙地海岸，没有岩石海岸和悬崖。